# Le Fraysse
Le Fraysse è un comune francese di 400 abitanti situato nel dipartimento del Tarn nella regione dell'Occitania.

## Società

### Evoluzione demografica
Abitanti censiti